# 細川氏薊
（學名：Cirsium hosokawae），为菊科蓟属的植物，为台灣特有植物。分布在台湾海拔3,500米的地区，一般生于高山草甸。